# Ушаково (Кичменгско-Городецкий район)
Ушаково — деревня в Кичменгско-Городецком районе Вологодской области.
Входит в состав Городецкого сельского поселения, с точки зрения административно-территориального деления — в Кичменгский сельсовет.
Расстояние до районного центра Кичменгского Городка по автодороге составляет 2 км.
Население по данным переписи 2002 года — 142 человека (67 мужчин, 75 женщин). Преобладающая национальность — русские (99 %).